# سفارة السويد في لبنان
سفارة السويد في لبنان هي أرفع تمثيل دبلوماسي لدولة السويد لدى لبنان. تقع السفارة في وهي تهدف لتعزيز المصالح السويدية في لبنان.

## وصلات خارجية
- قائمة سفارات السويد
- قائمة السفارات في لبنان